# 2050.
2050. je šesto desetletje v 21. stoletju med letoma 2050 in 2059. 